# Соколівська сільська рада (Ярмолинецький район)
Соколі́вська сільська́ ра́да — колишня адміністративно-територіальна одиниця та орган місцевого самоврядування в Ярмолинецькому районі Хмельницької області. Адміністративний центр — село Соколівка.

## Загальні відомості
- Територія ради: 37,5 км²
- Населення ради: 1 773 особи (2001)
- Водойма:' річка Ушиця.

## Населені пункти
Сільській раді підпорядковувався населений пункт:
- с. Соколівка

## Склад ради
Рада складалася з 16 депутатів та голови.
- Голова ради: Шевчук Анатолій Миколайович.
- Секретар ради: Мамчур Інна Миколаївна.

### Керівний склад попередніх скликань
| Прізвище, ім'я, по батькові    | Основні відомості                                                 | Дата обрання | Дата звільнення |
| ------------------------------ | ----------------------------------------------------------------- | ------------ | --------------- |
| Вармінський Віктор Миколайович | Сільський голова, 1958 року народження, безпартійний              | 26.03.2006   | 31.10.2010      |
| Шевчук Анатолій Миколайович    | Сільський голова, 1967 року народження, освіта вища, безпартійний | 31.10.2010   |                 |

Примітка: таблиця складена за даними сайту Верховної Ради України

### Депутати
За результатами місцевих виборів 2010 року депутатами ради стали:

#### За суб'єктами висування
| Суб'єкт висування           | Кількість обраних депутатів | %    |
| --------------------------- | --------------------------- | ---- |
| Самовисування               | 10                          | 62,5 |
| Партія регіонів             | 4                           | 25   |
| Комуністична партія України | 1                           | 6,3  |
| Народна партія              | 1                           | 6,3  |

#### За округами
| № округу                    | Прізвище, ім'я, по батькові  | Дата визнання обраним | Освіта             | Партійна приналежність            | Відомості про обраного депутата                     |
| --------------------------- | ---------------------------- | --------------------- | ------------------ | --------------------------------- | --------------------------------------------------- |
| Комуністична партія України |                              |                       |                    |                                   |                                                     |
| 15                          | Мамчур Інна Миколаївна       | 05.11.2010            | вища               | член Комуністичної партії України | Соколівська сільська рада, секретар                 |
| Народна Партія              |                              |                       |                    |                                   |                                                     |
| 7                           | Шевчук Віталій Михайлович    | 05.11.2010            | середня            | член Народної партії              |                                                     |
| Партія регіонів             |                              |                       |                    |                                   |                                                     |
| 8                           | Дарійчук Марія Сергіївна     | 05.11.2010            | вища               | член Партії регіонів              | Соколівська загальноосвітня школа, вчитель          |
| 10                          | Цмикало Василь Володимирович | 05.11.2010            | середня            | член Партії регіонів              |                                                     |
| 12                          | Ткачук Оксана Анатоліївна    | 05.11.2010            | вища               | позапартійна                      | Ярмолинецька РДА, спеціаліст загального відділу     |
| 16                          | Олійник Лілія Іванівна       | 05.11.2010            | середня            | член Партії регіонів              | Скаржинецька ХОПЛ № 1, молодша сестра               |
| Самовисування               |                              |                       |                    |                                   |                                                     |
| 1                           | Радіонов Василь Миколайович  | 05.11.2010            | середня спеціальна | позапартійний                     |                                                     |
| 2                           | Мазур Лариса Іванівна        | 05.11.2010            | вища               | позапартійна                      | Соколівський ДНЗ, вихователь                        |
| 3                           | Кордаш Олександр Петрович    | 05.11.2010            | середня            | позапартійний                     | Ярмолинецька лісове господарство, лісник            |
| 4                           | Войт Наталія Іванівна        | 05.11.2010            | вища               | член Єдиного Центру               | Соколівська загальноосвітня школа-інтернат, вчитель |
| 5                           | Кузь Леся Миколаївна         | 05.11.2010            | вища               | позапартійна                      | Соколівська загальноосвітня школа, вихователь       |
| 6                           | Костюк Олег Олександрович    | 05.11.2010            | вища               | позапартійний                     | Соколівська загальноосвітня школа, вчитель          |
| 9                           | Моташко Валентина Михайлівна | 05.11.2010            | середня            | член Єдиного Центру               | Новосільська загальноосвітня школа, вчитель         |
| 11                          | Бернарда Микола Миколайович  | 05.11.2010            | вища               | член Єдиного Центру               | Новосільська загальноосвітня школа, вчитель         |
| 13                          | Рижак Інна Олександрівна     | 05.11.2010            | вища               | позапартійна                      | ХНАДПОУ, редактор видавництва                       |
| 14                          | Олійник Василь Володимирович | 05.11.2010            | середня            | позапартійний                     |                                                     |